# Геращенко Віктор Володимирович
Віктор Володимирович Геращенко (21 грудня 1937, місто Ленінград, тепер Санкт-Петербург, Російська Федерація — 11 травня 2025, місто Москва, Російська Федерація) — радянський і російський діяч, банкір та економіст, голова правління Державного банку СРСР, голова Центрального банку Російської Федерації. Доктор економічних наук, професор. Член ЦК КПРС у 1990—1991 роках. Депутат Державної думи Російської Федерації (2003—2004).

## Життєпис
Народився в родині професора, першого заступника голови правління Держбанку СРСР Володимира Сергійовича Геращенка.
У 1960 році закінчив Московський фінансовий інститут.
У 1960—1961 роках — бухгалтер Державного банку СРСР. З 1961 року працював бухгалтером, інспектором, експертом Управління зовнішніх і внутрішніх розрахунків, начальником відділу Управління валютно-касових операцій Зовнішторгбанку СРСР.
Член КПРС з 1963 року.
У 1965—1967 роках — один із директорів Moscow Narodny Bank у Лондоні (Великобританія).
У 1967—1969 роках — заступника керуючого, в 1969—1972 роках — керуючий відділення Московського народного банку в Бейруті (Ліван).
У 1972—1974 роках — заступник начальника управління Зовнішторгбанку СРСР.
У 1974—1977 роках працював головою правління банку «Ost-West Handelsbank» (Франкфурт-на-Майні, ФРН).
У 1977—1982 роках — керуючий відділення Московського народного банку в Республіці Сінгапур.
У 1982 році був призначений начальником валютного управління, а потім заступником голови правління Банку зовнішньоекономічної діяльності СРСР. З 1983 по 1985 рік обіймав посаду заступника голови правління Банку для зовнішньої торгівлі СРСР. У 1985 році став першим заступником голови правління Зовнішторгбанку СРСР. З липня 1988 по серпень 1989 року працював першим заступником голови правління Банку зовнішньоекономічної діяльності (Зовнішекономбанку) СРСР.
3 серпня 1989 — 26 грудня 1991 року — голова правління Державного банку СРСР. З серпня 1989 по грудень 1990 року входив до складу Ради міністрів СРСР.
У 1992 році призначений начальником департаменту з питань кредитно-грошової політики Міжнародного фонду економічних та соціальних реформ «Реформа».
З липня по 4 листопада 1992 року — в.о. голови правління Центрального банку Російської Федерації.
4 листопада 1992 — 18 жовтня 1994 року — голова правління Центрального банку Російської Федерації.
З 16 березня по 25 грудня 1993 року за посадою голови Центробанку Росії входив до складу Президії Ради міністрів Російської Федерації.
У 1993 році був призначений повноважним представником Російської Федерації в Раді Міждержавного банку СНД. У тому ж році було обрано головою Ради Міждержавного банку СНД (МДБ).
11 жовтня 1994 року змушений був піти у відставку з посади голови Банку Росії у зв'язку з критикою на адресу керівництва регулятора, маніпуляції курсом рубля з метою поповнення федерального бюджету за рахунок коштів Банку Росії: спочатку організували обвальне падіння курсу рубля, а потім швидко його відновили (чорний вівторок та червоний четвер).
У 1994—1995 роках працював науковим консультантом (радником) у Науково-дослідному інституті банків Центрального банку Російської Федерації (НДІ банків ЦБ РФ).
У березні 1996 — вересні 1998 року — голова ради правління Міжнародного Московського Банку.
11 вересня 1998 — 20 березня 2002 року — голова правління Центрального банку Російської Федерації.
Одночасно в листопаді 1998 року був призначений керуючим від Російської Федерації у Міжнародному валютному фонді, у серпні 2000 року звільнений з цієї посади.
З 2002 по 2003 рік працював старшим науковим співробітником у Науково-дослідному інституті банків Центрального банку Російської Федерації.
7 грудня 2003 року був обраний до Державної думи Російської Федерації четвертого скликання за федеральним списком виборчого об'єднання «Родіна» (Народно-патріотичний союз).
У січні 2004 року був висунутий кандидатом на пост Президента РФ від політичної партії «Партія російських регіонів» (отримав відмову в реєстрації від Центральної виборчої комісії Російської Федерації).
На початку червня 2004 року, вже після арешту Михайла Ходорковського, прийняв пропозицію керівництва НК «ЮКОС» і очолив раду директорів компанії, склавши з себе депутатські повноваження. У серпні 2006 року НК «ЮКОС» було оголошено банкрутом, розпочалася процедура його ліквідації.
Потім — старший науковий співробітник НДІ ЦБ РФ. Член міжнародної консультативної ради АФК «Система». Почесний доктор економічних наук Московської фінансової академії.

## Нагороди і звання
- два ордени Трудового Червоного Прапора
- орден Дружби народів
- орден «За заслуги перед Вітчизною» III ст. (Російська Федерація) (2000)
- орден «За заслуги перед Вітчизною» IV ст. (Російська Федерація)
- орден Пошани  (Російська Федерація) (1998)
- медаль «За трудову доблесть»
- медаль «За доблесну працю. В ознаменування 100-річчя з дня народження Володимира Ілліча Леніна» (1970)
- медалі
- Почесна грамота Президії Верховної ради Російської Федерації (1992)
- Національна громадська премія імені Петра Великого (.05.2001)